# Acacia uncinella
Acacia uncinella é uma espécie de leguminosa do gênero Acacia, pertencente à família Fabaceae.